# 陶毓瑞
陶毓瑞（？—？）河南宝丰人，清末政治人物。

## 生平
陶毓瑞是清朝拔贡。清朝末年，出任河南谘议局议员、资政院议员。